# シャッティワザ
シャッティワザ（Šattiwaza）またはマッティワザ（Mattiwaza, 紀元前1350年 - 紀元前1320年）は、ミタンニの王。兄弟にトゥシュラッタがいる。

## ヒッタイトとの戦い
シャッティワザの兄トゥシュラッタが新たなミタンニ王となると、ヒッタイトの王シュッピルリウマ1世はミタンニを攻撃したが失敗した。
この後シュッピルリウマ1世は、北シリアのウガリットを傘下に置き従属条約を締結するとともに、婚姻外交によってカッシート朝バビロニアと同盟を結び、ミタンニに圧力をかける。そしてまた、ミタンニを攻撃するべくイシュワを攻撃し、更にミタンニの首都ワシュカンニを目指した。
トゥシュラッタは逃亡したが、トゥシュラッタは自分の息子のひとりに殺された。
シュッピルリウマ1世は、「フルリ人の王」の称号を持つに過ぎなかったアルタタマ2世と条約を結んでミタンニとの国境線を定め、ミタンニの新王にアルタタマ2世を擁立した。
紀元前1330年頃には、かつてミタンニの支配下にあった東側のアッシリアの王アッシュール・ウバリト1世（紀元前1365年 - 紀元前1330年）の下で次王シュッタルナ3世がヒッタイトから独立した。シュッタルナ3世はアッシリアの支援を模索したがヒッタイトに撃破され、トゥシュラッタの弟シャッティワザがヒッタイトのシュッピルリウマ1世の庇護を受けながら即位した。